# 캐머런 보이드
캐머런 보이드(Cameron Boyd, 1984년 9월 6일 ~ )는 미국의 배우, 영화배우이다.

## 영화
- 바이 바이 러브 (1995년)
- 리틀 킹 (1993년)